# Rejectaria panola
Rejectaria panola là một loài bướm đêm trong họ Noctuidae.